# Anne Hutchinson

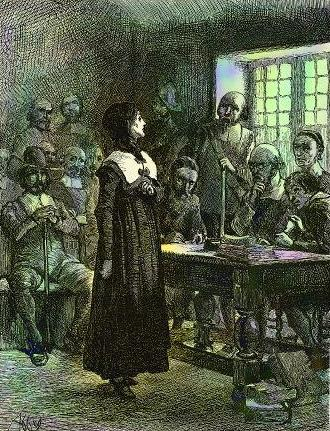
Edwin Austin Abbey: Anne Hutchinson vor dem Tribunal

Anne Hutchinson geb. Marbury (* Juli 1591 in Alford, Lincolnshire, England; † August 1643 in Pelham Bay, Long Island, Nieuw Nederland) war eine englische, zuerst puritanische, später dissidente Theologin, die 1634 mit ihrer Familie nach Neuengland auswanderte, dort ihr Charisma als eigenständige geistliche Führerin ausübte, aus der Massachusetts Bay Colony ausgewiesen und mit dem Baptisten Roger Williams zur Mitbegründerin der Kolonie von Rhode Island wurde.

## Leben

### Junge Jahre in England
Anne Marbury, eine Tochter des puritanischen Geistlichen Francis Marbury und seiner Frau Bridget Dryden, wurde am 21. Juli 1591 getauft, der genaue Geburtstermin ist unbekannt. Ihr Vater war 1578 von der Church of England wegen Häresie verurteilt worden und saß eine Zeitlang in London im Gefängnis. Zur Zeit ihrer Geburt stand er erneut deswegen unter Hausarrest, so dass er selbst darauf bedacht war, dass seine Töchter Mary und Anne lesen und schreiben lernen konnten. 1605 bekam der Vater eine Stelle als anglikanischer Vikar in der Kirche Saint Martin in the Vintry in London, weil er die Kritik gegen die Staatskirche eingestellt hatte. Die Mutter gab ihren Töchtern das Wissen über die Wirkung von Kräutern weiter. 
Anne heiratete 1612 mit 21 Jahren ihren Jugendfreund, den wohlhabenden Kleiderhändler William Hutchinson (1586–1642). Sie begannen von Alford aus die Gottesdienste im 24 Meilen entfernten St. Botolph in Boston zu besuchen, wo der begabte puritanische Geistliche John Cotton predigte, der die unbedingte Gnade (englisch: absolutly grace) Gottes betonte. Anne arbeitete als Hebamme, Kräuterfrau, begann Bibelstunden für Frauen zu erteilen und bekam bis 1630 fünfzehn Kinder.

### Wirken in Boston
Im September 1634 verkaufte William Hutchinson  seine gut laufende Kleiderhandlung, kaufte Fahrscheine für die Schiffsüberfahrt und das Ehepaar mit ihren zehn verbliebenen Kindern folgte dem verfolgten puritanischen Führer John Cotton, der ein Jahr zuvor nach Boston in die englische Kolonie Massachusetts Bay in Neuengland geflüchtet war. Dort wurden sie nach sechs Wochen in die puritanische Kirche aufgenommen. Anne arbeitete weiter als Hebamme und Heilerin und begann wöchentliche Treffen von Frauen und Männer abzuhalten, um die puritanische Predigt des vergangenen Sonntags zu besprechen. In diesen damals noch ungewohnten Treffen, die von bis zu achtzig Leuten besucht wurden, wurde zunehmend die vorherrschende religiöse Praxis der Puritaner kritisiert, was Anne Hutchinson mit den religiösen und politischen Führern Bostons in Konflikt brachte. Ab 1635 war sie zudem als eigenständige Bibelauslegerin bekannt, die andere Akzente setzte als die puritanischen Pfarrer. Hutchinsons Anhänger versuchten außerdem anfänglich wichtige Positionen in der puritanischen Kirche und im Gemeinwesen mit ähnlich gesinnten Personen zu besetzen. 1636 wurde versucht, den Pastor in Boston, John Wilson, durch Reverend John Wheelwright, einen Schwager und Anhänger Hutchinsons, zu ersetzen. Das brachte den Gouverneur und Nachbarn John Winthrop gegen sie auf, und er ließ Wheelwright nach Mount Wollaston versetzen. Im Dezember 1636 wurde sie vorgeladen, ihre biblischen und geistlichen Ansichten vor einem Gremium von sieben führenden Pastoren darzulegen.

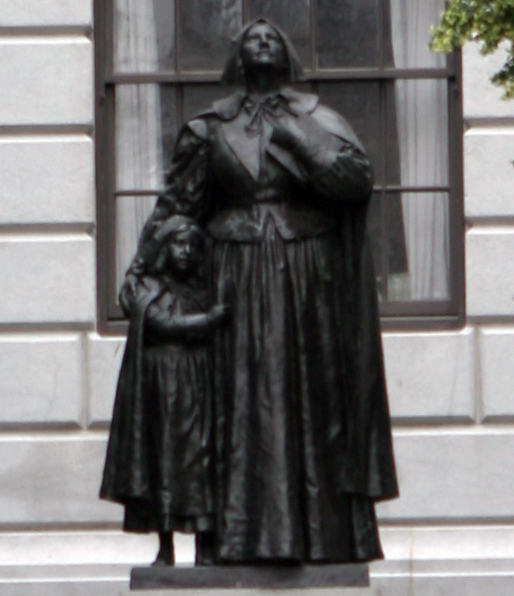
Statue von Anne Hutchinson vor dem Memorial State House in Massachusetts, zusammen mit ihrer Tochter.

Zweieinhalb Monate später wurden ihre Treffen durch John Winthrop verboten, wobei 82 Fehler in ihren geistlichen Ausführungen aufgeführt wurden.
Im Mai 1637 wurde Gouverneur Henry Vane, der als Anhänger Hutchinsons galt und auch ihre Treffen besuchte, erneut durch ihren Gegner John Winthrop ersetzt. Da die puritanischen Führer jedoch nicht in den Verdacht geraten wollten, religiös Andersgesinnte zu verfolgen, wurde eine Anklage nicht auf Grundlage theologischer Differenzen, sondern wegen sozialer Unruhe, illegaler Treffen und Abwertung von Geistlichen formuliert. Anne Hutchinson wurde angeklagt, die ihr als Frau angemessene häusliche Sphäre verlassen und eine unangemessene soziale Autorität über die Gruppe ihrer Anhänger ausgeübt zu haben, die nur Männern und der Kirche zustehe.  
Winthrop strengte an, dass sie im November 1637 in Cambridge wegen dieser Anklage vor dem offiziellen Gericht erscheinen musste. Nebst ihm als Gouverneur waren 47 Männer anwesend: sein Stellvertreter Thomas Dudley, sieben Assistenten, 31 Abgeordnete der Kolonie (englisch: freemen) der 14 Städte und acht Geistliche als Zeugen. Winthrop verlas die Anklage, und Hutchinson verteidigte sich selbst, da sie eine gebildete und selbstbewusste Frau war und über große Bibelkenntnisse verfügte, die damals auch vor Gericht wichtig waren. Sonst hatte sie nur die Delegierten John Coggeshall, Thomas Leverett und anfänglich John Cotton, die auf ihrer Seite standen. Sie selbst sprach davon, dass sie durch Gottes Eingebung hierher gekommen sei, um die Menschen vor falschen kirchlichen Lehren zu warnen und sie auf Gottes absolute Gnade aufmerksam zu machen. Diese Ausführungen und ihr Verhalten wurden missbilligt, und sie wurde verurteilt. Im nahen Roxbury wurde sie unter Hausarrest gestellt, im März 1638 formell aus der Kirche ausgeschlossen und aus der Kolonie verbannt.

### Verbannung nach Portsmouth
Sie, ihr Mann und dreißig Familien zogen nach ihrer Ausweisung am 1. April 1638 westwärts und kamen nach Rhode Island. Eine Fehlgeburt mit einem deformierten Kind im Mai 1638 wurde von etlichen Puritanern als Beweis für ihre sexuelle Freizügigkeit, dämonische Besessenheit und als eine Strafe Gottes angesehen. Im Ort Providence lebten und arbeiteten Kolonialisten um den Baptisten Roger Williams, der ebenfalls aus der puritanischen Gesellschaft der Massachusetts Bay Colony verbannt worden war. Zusammen ebneten sie den Weg zur Gründung der religiös freiheitlichen Kolonie Rhode Island. Sie siedelten sich südlich von Providence auf der Aquidneck-Insel an, wo sie den Ort Portsmouth gründeten.

### Tod in Pelham Bay
Nach dem Tod ihres Ehemannes William 1642 zog Anne Hutchinson in den heutigen Staat New York, der damals zur holländischen Kolonie Nieuw Nederland gehörte. Sie und ihre gesamte Familie ließen sich am Pelham Bay, der am Long Island Sound liegt, nieder. Bei einem Indianerüberfall der bedrängten Siwanoy im August 1643 kamen sie und 14 Familienangehörige ums Leben und ihr Haus wurde abgebrannt. Die puritanischen Siedler Bostons sahen auch dieses tragische Ereignis als Strafe Gottes an. Nur die neunjährige Tochter Susan überlebte, weil sie zum Zeitpunkt des Überfalls etwas abseits Beeren suchte. Sie wurde als Anne-Hoeck vom Häuptling Wampage aufgenommen, neun Jahre großgezogen und soll später nach Boston gegangen sein und geheiratet haben.

## Religiöse Überzeugungen
Anne Hutchinson war antinomischer Überzeugung. Sie vertrat die Meinung, dass es keine äußeren Zeichen für göttliche Erwählung geben kann. Sie warf den Geistlichen in Massachusetts Bay vor, „Legalisten“ zu sein, da sie bestimmte Verhaltensmuster wie gute Taten bzw. durch die Gemeinde autorisierte Erweckungserlebnisse als sicheres Zeichen göttlicher Erwählung sahen. Hutchinson nannte dies Bund der Werke (englisch: convenant of works) und lehnte dies ab, entzog also der Forderung nach gutem und den Regeln der Gemeinde entsprechenden Verhalten jegliche theologische Grundlage. In den Augen des Klerus stellte sie eine erhebliche Störung der öffentlichen Ordnung dar, weil sie sich zudem nicht auf die gängige unterwürfige und unterstützende Rolle als Frau reduzieren lassen wollte.
Ihre Überzeugung, dass die Erwählten sich nicht an weltlichen Zeichen, sondern durch Gottes Bund der Gnade (englisch: covenant of grace) nur gegenseitig erkennen könnten, führte dazu, dass sich die Gruppe ihrer Anhänger als Gegenpol zum etablierten Klerus mit eigener Autorität begriff. Der eigene Zugang zu Gott, seine direkten Weisungen und die damit verbundene spirituelle Selbstsicherheit der Erwählten machte die Rolle der Pfarrer als Vermittler zwischen Gott und Mensch und als Ausleger von Gottes Wort überflüssig.
Eine Besonderheit dabei war, dass Hutchinson überzeugt war, dass die Erwählung mit einem vollständigen Ablegen jeder Individualität und Aufgehen in Gott verbunden sei. Diese Einheit mit Gott, die in den Augen Hutchinsons jegliche weltliche Autorität weitgehend irrelevant machte, wurde von ihren Gegnern als unannehmbare Arroganz ausgelegt.

## Feminismus
Das Primat der Erwählung und das Ablegen der weltlichen Person waren auch die theologische Grundlage dafür, dass Hutchinson, eine Frau, in der Gruppe ihrer Anhänger als Autorität anerkannt werden konnte. Männer und Frauen wurden, hatten sie den Status des „Erwählten“, in der Gruppe als gleichberechtigt angesehen, verblieben aber in der Regel in ihren historischen sozialen Rollen.
Gerade die Ablehnung aktiven Handelns und das Ideal passiven Abwartens in der religiösen Überzeugung, erwählt zu sein, jedoch näherte das Bild des idealen Christen sehr der damaligen sozialen Rolle der Frau an und führte so zu dessen Aufwertung. Hutchinsons theologische Überzeugungen gewannen dadurch eine erhebliche Anziehungskraft auf Frauen und werden auch als frühe Form des Feminismus gesehen.

## Wirkung
Die theologischen Ideen Hutchinsons werden als bedeutende Grundlage für den starken Individualismus gesehen, der sich ab dem 19. Jahrhundert in der US-Gesellschaft entwickelte. Auch die Vertreter des Transzendentalismus sahen sich in ihrer Tradition.
Zum Gedenken an Anne Hutchinson und den Indianerhäuptling Wampage wurde ein Landstück am Pelham Bay Anne-Hoeck’s Neck benannt. Ebenso tragen der Fluss Hutchinson River und der Hutchinson River Parkway, der von New York City nach Greenwich (Connecticut) führt, ihren Namen. Sie wird zudem durch eine Statue in Boston geehrt. Seit dem 20. Jahrhundert sehen viele in ihr eine frühe Vorläuferin des Feminismus und eine Kämpferin für Menschenrechte und Toleranz. Zudem war sie die einzige Frau, die einen der US-Staaten mitbegründete. 1987 wurde Anne Hutchinson vom Gouverneur von Massachusetts, Michael Dukakis, begnadigt und die Verbannung, die sein Vorgänger John Winthrop 350 Jahre zuvor ausgesprochen hatte, aufgehoben. 
Anne Hutchinson inspirierte Nathaniel Hawthorne bei der Entwicklung des literarischen Charakters Hester Prynne im Roman Der scharlachrote Buchstabe. Eve La Plante, eine Nachfahrin Hutchinsons in elfter Generation, schrieb 2004 mit American Jezebel. The Uncommon Life of Anne Hutchinson eine lebensnahe Darstellung ihrer Vorfahrin, die ihrer Zeit voraus war und den damaligen puritanischen Glaubens- und Lebensrahmen sprengte.
Auch in die bildende Kunst des 20. Jahrhunderts fand sie Eingang. Die feministische Künstlerin Judy Chicago widmete ihr in ihrer Arbeit The Dinner Party eines der 39 Gedecke am Tisch.

## Bibliographie
- William Dunlea: Anne Hutchinson and the Puritans. An Early American Tragedy. Dorrance Publishing, Pittsburgh PA 1993, ISBN 0-8059-3434-0.
- Victor Grossman: Rebel Girls. 34 amerikanische Frauen im Porträt (= Neue kleine Bibliothek. Bd. 185). PapyRossa-Verlag, Köln 2013, ISBN 978-3-89438-501-9, S. 9–16.
- Eve La Plante: American Jezebel. The Uncommon Life of Anne Hutchinson, The Woman Who Defied the Puritans. Harper, San Francisco CA 2004, ISBN 0-06-056233-1, S. 19, 31.
- Bianca Leonardo, Winifred K. Rugg: Anne Hutchinson. Unsung Heroine of History. New edition. Tree of Life Publications, Joshua Tree CA 1995, ISBN 0-930852-30-3.
- Selma R. Williams: Divine Rebel. The Life of Anne Marbury Hutchinson. Holt, and Rinehart and Winston, New York NY 1981, ISBN 0-03-055846-8.
- Michael P. Winship: The Times and Trials of Anne Hutchinson. Puritans Divided. University Press of Kansas, Lawrence KS 2005, ISBN 0-7006-1379-X.
- Michael P. Winship: Making Heretics. Militant Protestantism and Free Grace in Massachusetts, 1636–1641. Princeton University Press, Princeton NJ u. a. 2002, ISBN 0-691-08943-4.
- Amy Schrager Lang: Prophetic Woman. Anne Hutchinson and the Problem of Dissent in the Literature of New England. University of California Press, Berkeley CA u. a. 1987, ISBN 0-520-05598-5.